# 1947 год в науке
В 1947 году произошло:

## События
- основан Международный союз кристаллографов.
- 28 апреля — 7 августа — международная экспедиция под руководством Тура Хейердала совершила плавание на плоту Кон-Тики от Южной Америки до Полинезии.
- 14 октября — американский лётчик Чак Игер на реактивном самолёте Bell X-1 превышает барьер скорости звука.
- Итальянские исследователи К.Перрье[исп.] и Э.Сегре дают открытому ими в 1937 году элементу таблицы Менделеева с атомным номером 43 название «технеций»[1][2].

## Изобретения
- 16 декабря — американскими инженерами Джоном Бардиным и Уолтером Браттейномиз группы под руководством Уильяма Шокли проведён прорывный эксперимент, позволивший создать первый действующий биполярный транзистор.
- Начато производство материалов и фотоаппаратов «Полароид» с использованием одноступенного фотопроцесса (Эдвин Герберт Лэнд).
- Начат выпуск портативного механического калькулятора Curta (Курт Херцштарк)[3].

## Награды
- Нобелевская премия:
  - По физике — Эдуард Виктор Эплтон, «За исследования физики верхних слоев атмосферы, в особенности за открытие так называемого слоя Эплтона».
  - По химии — Роберт Робинсон, «За исследования растительных продуктов большой биологической важности, особенно алкалоидов».
  - По медицине и физиологии — Карл Фердинанд Кори, Герти Тереза Кори, «За открытие каталитического превращения гликогена». Бернардо Альберто Усай, «За открытие роли гормонов передней доли гипофиза в метаболизме глюкозы».

## Родились
- 29 января — Линда Бак, американский биолог, лауреат Нобелевской премии по физиологии и медицине (2004)
- 24 февраля — Герхард Чарльз Румп, немецкий исследователь истории искусства и теории современного искусства, галерист, фотограф.
- 24 февраля — Иштиак Ахмед (англ. Ishtiaq Ahmed), шведский пакистанский политолог.
- 24 февраля — Людмила Алексеевна Кудрявцева, учёный-русист с Украины, доктор филологических наук, профессор.
- 24 февраля — Макс Кинадер, канадский офтальмолог и нейробиолог, награждён высшими наградами Канады, включён в Канадский медицинский зал славы (англ. Canadian Medical Hall of Fame).
- 24 февраля — Роберт Летбридж, американский исследователь французской литературы и искусства, профессор.
- 20 июля — Карл Герд Бинниг, немецкий физик, создатель сканирующего туннельного микроскопа, лауреат Нобелевской премии по физике (1986).

## Скончались
- 12 марта — Джон Форсман, шведский бактериолог.
- 4 октября — Макс Планк, немецкий физик (род. 1858), лауреат Нобелевской премии по физике (1918).